# Запис јасен у селу (Поповац)
Запис јасен у селу (Поповац) се налази на парцели чији је власник Општина Параћин.

## Локација
| Општина             | Параћин                                                                     |
| Катастарска општина | Поповац                                                                     |
| Потес               | Село                                                                        |
| Координате          | 43° 54′ 22″ С; 21° 29′ 54″ И / 43.905999999999999° С; 21.498200000000001° И |
| Надморска висина    | 190m                                                                        |

## Карактеристике
Дендрометријске вредности утврђене на терену и сателитским снимцима:
| Стабло                     | Јасен |
| Висина стабла              | m     |
| Обим дебла                 | m     |
| Пречник крошње             | 9m    |
| Пречник дебла              | m     |
| Висина дебла до прве гране | m     |

## База записа
Запис је у оквиру Викимедија пројекта "Запис - Свето дрво" заведен под редним бројем 1030.